# The Dustmen's Holiday
The Dustmen's Holiday è un cortometraggio muto del 1913 diretto da W.P. Kellino.

## Produzione
Il film fu prodotto dalla EcKo.

## Distribuzione
Distribuito dall'Universal Pictures, il film - un cortometraggio di 132 metri - uscì nelle sale cinematografiche britanniche nel dicembre 1913.